# Marcus Antonius Hiberus
Marcus Antonius Hiberus est un sénateur romain, actif sous le règne d'Hadrien. Il est consul pour l'année 133 avec Publius Mummius Sisenna comme collègue. Il est entièrement connu par des inscriptions.
Outre son consulat, une seule fonction est attestée pour Hiberus : son poste de gouverneur de la province impériale de Mésie inférieure, qui est attesté par une inscription bilingue enregistrant une lettre de Septime Sévère qui le mentionne comme gouverneur de cette province. La date précise à laquelle il a gouverné la Mésie inférieure n'est pas claire. Werner Eck la date des dernières années d'Hadrien ou des premières années d'Antonin le Pieux.  Géza Alföldy soutient qu'il est nommé gouverneur vers 136, dans les dernières années du règne d'Hadrien, et continue sous le règne d'Antonin le Pieux jusqu'à environ 139, sur la base d'une restauration d'un diplôme militaire daté du 28 février 138. Pendant ce temps, Margaret Roxan et Paul Holder, en publiant un deuxième diplôme militaire, privilégient les premières années du règne d'Antonin le Pieux, à savoir d'environ 138 à environ 141. Cette question est compliquée par le fait qu'un Julius Crassus est également attesté comme gouverneur de Moesia Inferior à la même époque.